# Niszczyciele typu T53R
T53R – typ francuskich niszczycieli, zbudowanych po II wojnie światowej w liczbie 5 jednostek, rozwinięcie typu T47 (Surcouf).

## Historia
Z II wojny światowej francuska marynarka wojenna (Marine nationale) wyszła z dużymi stratami, pozostając z niejednolitą zbieraniną ocalałych i otrzymanych od sojuszników okrętów. Mimo zniszczeń wojennych i kryzysu gospodarczego, rząd francuski w ramach budżetu na 1949 rok zdecydował o rozbudowie floty w oparciu o własne projekty i stocznie.
Pierwszym powojennym typem francuskich niszczycieli był typ T47, opracowany na przełomie lat 40. i 50. i zbudowany w dużej serii 12 jednostek. Już w trakcie ich budowy opracowano nieco ulepszony typ, o nieco większych możliwościach zwalczania okrętów podwodnych, oznaczony T53R. Zamówiono następnie budowę 5 jednostek tego typu, w ramach budżetu z 1953, których budowę rozpoczęto w 1954. Jako pierwszy wszedł do służby „Duperre” – 8 października 1957, pozostałe w 1958.  Budowano je w 4 stoczniach:  Stoczni Marynarki Wojennej w Lorient, pozostałe w Stoczni Marynarki Wojennej w Breście, Ateliers et Chantiers de Bretagne w Nantes i Forges et Chantiers de la Gironde. Okręty te początkowo klasyfikowane były jako eskortowce przeciwlotnicze, a po wejściu do służby jako eskortowce eskadrowe (Escorteur d'Escadre).
| Nazwa (znak taktyczny) | Położenie stępki, stocznia  | Wodowanie    | Wejście do służby | Wycofanie ze służby |
| ---------------------- | --------------------------- | ------------ | ----------------- | ------------------- |
| Duperré (D633)         | listopad 1954, Lorient      | 23. 06. 1956 | 8. 10. 1957       | 1992                |
| Le Bourdonnais (D634)  | wrzesień 1954, Brest        | 15. 10. 1955 | 3. 03. 1958       | 1976                |
| Forbin (D635)          | sierpień 1954, Brest        | 15. 10. 1955 | 1. 02. 1958       | 1981                |
| Tartu (D636)           | listopad 1954, Nantes       | 2. 12. 1955  | 5. 02. 1958       | 1979                |
| Jauréguiberry (D637)   | wrzesień 1954, F.C. Gironde | 5. 11. 1955  | 15. 07. 1958      | 1977                |

## Opis
Okręty te były podobnie jak typ T47 przede wszystkim przeznaczone do osłony grup okrętów i konwojów przed atakami lotnictwa, okrętów nawodnych i okrętów podwodnych, dlatego miały silne uzbrojenie główne w postaci 6 amerykańskich armat uniwersalnych kalibru 127 mm w opracowanych we Francji dwudziałowych wieżach. Uzbrojenie artyleryjskie uzupełniało 6 armat przeciwlotniczych 57 mm na licencji szwedzkiego Boforsa. Główną różnicą w stosunku do typu T47 było zastąpienie 6 wyrzutni torped przeciw okrętom podwodnym przez wyrzutnię rakietowych bomb głębinowych Bofors, umieszczoną na ciągłej nadbudówce rufowej. Uzbrojenie torpedowe przeciw okrętom nawodnym stanowiło 6 wyrzutni torped (jedna potrójna na każdej z burt), podobnie jak w T47. Architektura okrętów była typowa dla niszczycieli przedwojennych i z pierwszych lat powojennych, z uskokiem pokładu dziobowego na ok. 1/3 długości i dwoma smukłymi kominami na śródokręciu, z charakterystycznymi dla francuskich okrętów kołpakami. W porównaniu z T47 zmieniono kształt nadbudówki dziobowej i zastosowano zakryte główne stanowisko dowodzenia, w celu polepszenia ochrony przed broniami masowego rażenia. Na dziobie znajdowała się jedna wieża artylerii głównej, za nią na nadbudówce wieża dział plot, pozostałe dwie wieże artylerii głównej znajdowały się w dwóch poziomach na rufie, a dwie wieże artylerii plot – na śródokręciu, w linii poprzecznej. Kadłub dzielił się na 15 przedziałów wodoszczelnych. Siłownia była w układzie eszelonowym – przedziały kotłów oddzielone przedziałem turbin i za nimi przedział drugiej turbiny, w celu zwiększenia przeżywalności okrętu. W stosunku do typu T47 ulepszeniu podlegało także wyposażenie elektroniczne.
Dalszym rozwinięciem niszczycieli typu T53R był pojedynczy niszczyciel typu T56 „La Galissonnière”.

## Służba
W odróżnieniu od typu T47, okręty typu T53R nie przechodziły większych modernizacji.
Jedynie „Duperré” został w 1967 przeznaczony na okręt doświadczalny, do badania możliwości stworzenia okrętu dowodzenia siłami przeciwpodwodnymi. Ostatecznie w latach 1972-1973 okręt został przebudowany na niszczyciel rakietowy dowodzenia siłami ZOP. Z okrętu zdjęto całą artylerię, instalując nową pojedynczą armatę uniwersalną 100 mm w wieży na dziobie. Między kominami zainstalowano 4 wyrzutnie pocisków przeciwkrętowych MM38 Exocet. Za sródokręciem zamontowano nową powiększoną nadbudówkę, mieszczącą m.in. pojedyncze wyrzutnie torped przeciw. Na rufie umieszczono lądowisko dla śmigłowca Westland Lynx i sonar holowany.
W 1973 „Forbin przebudowano do roli okrętu szkolnego – towarzyszącego krążownikowi śmigłowcowemu „Jeanne d’Arc”. Zdjęto wówczas dziobową wieżę 57 mm i rufową 127 mm, instalując na rufie lądowisko dla śmigłowca. Pozostałe uzbrojenie pozostało bez zmian.
2 lutego 1959 „Tartu” przechwycił polski statek „Wisła” podejrzany o przerzut broni powstańcom z Frontu Wyzwolenia Algierii (FLN).
Okręty wycofano ze służby w latach 1976-1981, a „Duperré”, będący ostatnim aktywnym okrętem typu, 1 czerwca 1992.
Część niszczycieli wycofanych ze służby zostało zatopionych jako okręty-cele podczas ćwiczeń marynarki francuskiej: „La Bourdonnais” w maju 1982 pociskami rakietowymi SM39 Exocet okrętu podwodnego „Ouessant”,  „Jauréguiberry” 30 maja 1986 pociskami MM40 Exocet, „Tartu” 9 grudnia 1998 pociskami Exocet, AS30 i bombami samolotów oraz korwet „LV Lavallée” i „Cdt L'Herminier”, a także „Duperré”.

## Wyposażenie elektroniczne
- radar dozoru ogólnego DRBV 22A (na drugim maszcie)
- radar dozoru nawodnego i nawigacyjny DRBV 31
- radar wysokościomierz DRBI 10B (na pierwszym maszcie)
- 2 radary kierowania artylerii DRBC 30
- dziobowa stacja hydrolokacyjna podkilowa DUBV 1B (później DUBV 24)
- stacja hydrolokacyjna DUBA 1B